# 7000 dubů

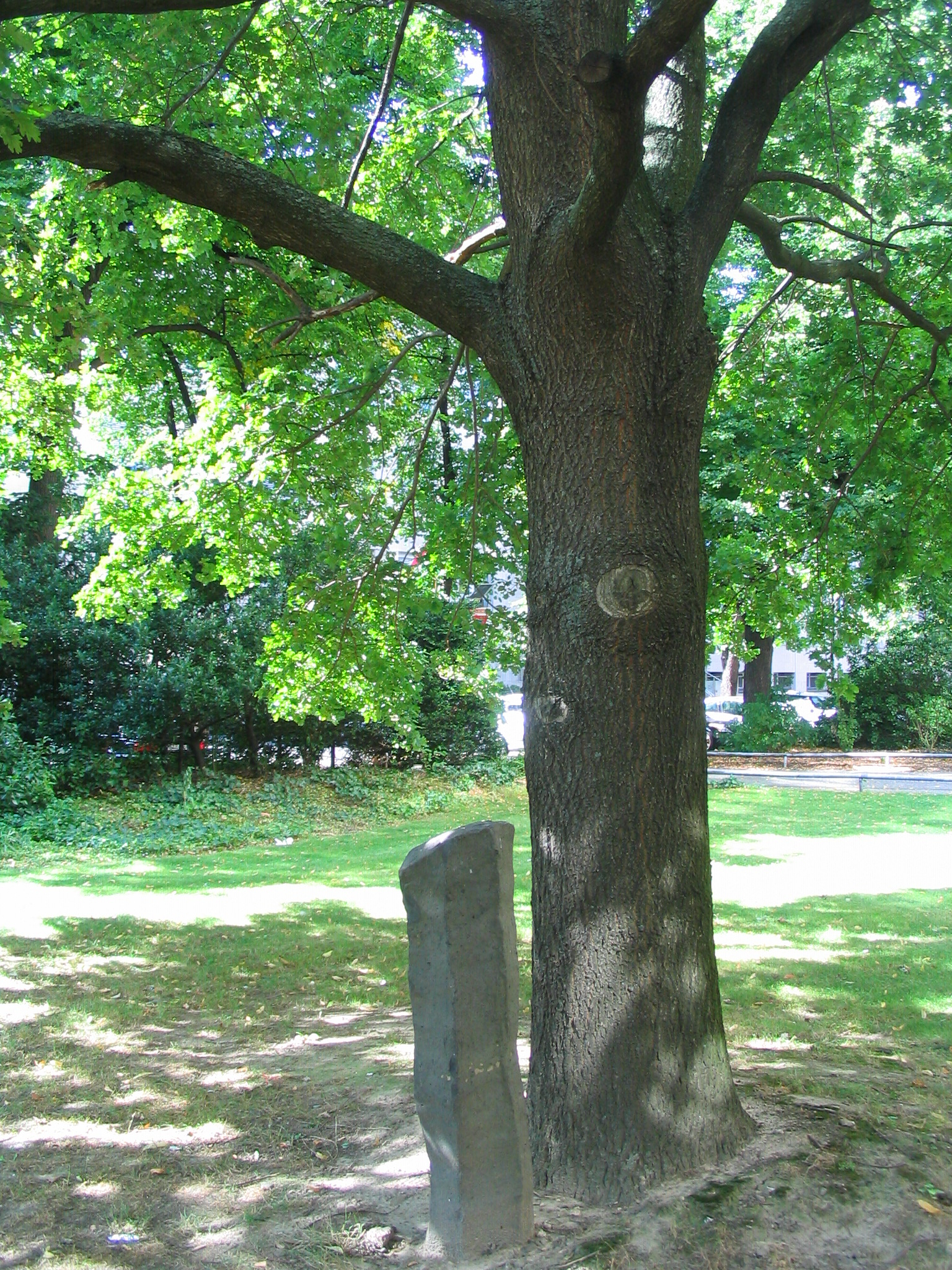
Dub s čedičovým sloupkem v Düsseldorfu

7000 dubů je název uměleckého díla – tzv. sociální plastiky – vytvořeného německým umělcem Josephem Beuysem pro přehlídku moderního umění documenta 7 v Kasselu v roce 1982. Jednalo se o vysazení 7000 stromů, převážně dubů, ve veřejném prostoru spolu s malým čedičovým sloupkem; místa pro výsadbu i sázení samotné měli navrhovat sami občané, kteří se tak zapojili do procesu tvorby.

## Koncept

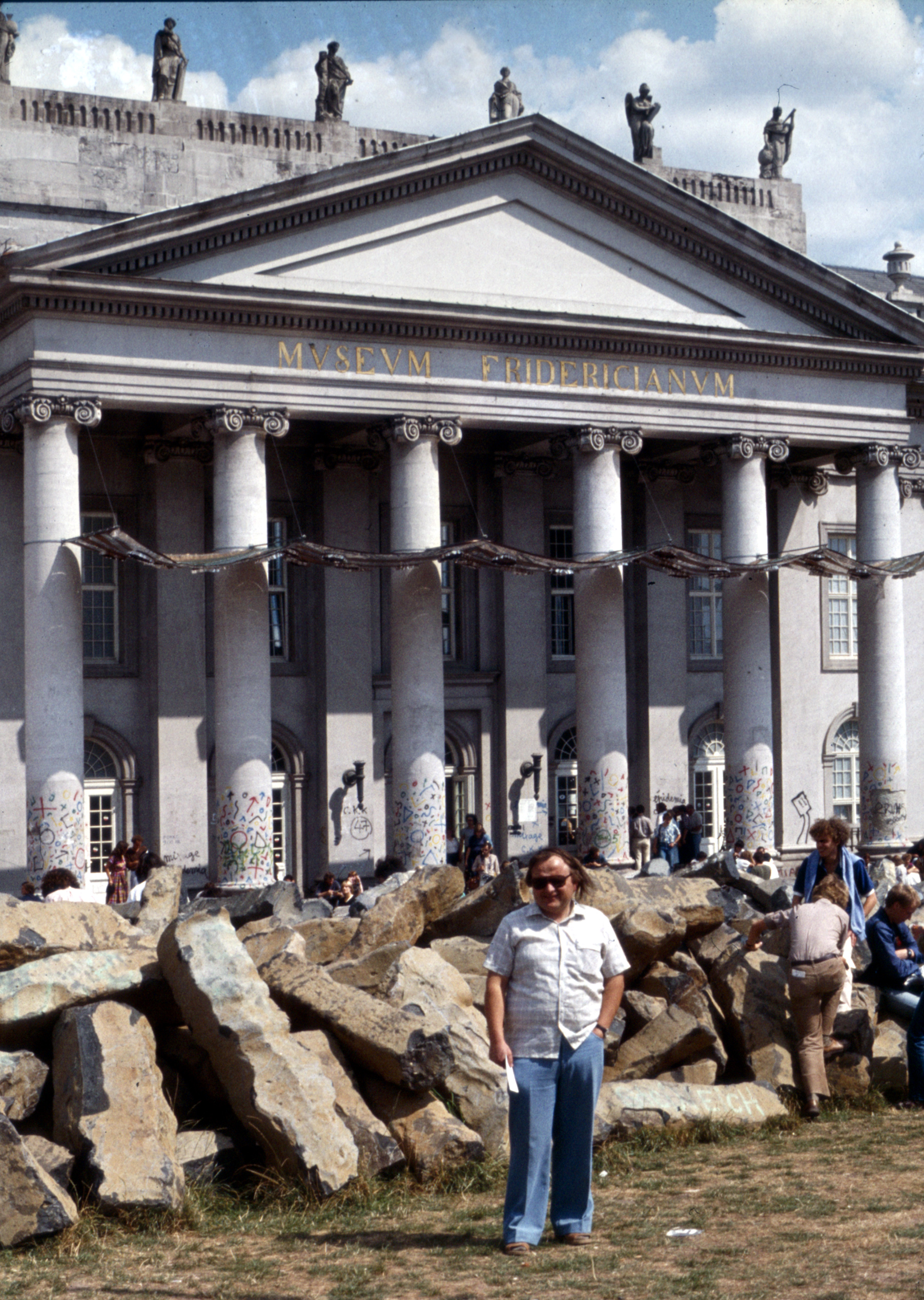
Sloupky před městským muzeem v Kasselu, 1982

Erbovním stromem celé akce byl zvolen dub pro své konotace i jako národní strom Německa, sedmička, šťastné číslo, odpovídala sedmé documentě. Pro konkrétní místa byly vybírány různé druhy stromů podle návrhů občanů a posouzení spolupracujících krajinných architektů, kteří pro každé navržené místo vypracovali originální projekt. Kromě dubů, které převažovaly v mírně nadpolovičním množství, byly sázeny i jasany, lípy, akáty, platany, javory a mnohé další. 
Vedle každého stromu byl usazen neopracovaný čedičový sloupek z vyhaslých vulkánů v okolí Kasselu. Strom a kámen vedle sebe měly představovat časové rozpětí směrem do minulosti a budoucnosti. Všech 7000 kamenných sloupků bylo na začátku celé akce navezeno na náměstí Fridrichsplatz před městské muzeum a rozloženo do tvaru obrovského plného trojúhelníku. Odtud byly sloupky postupně odebírány a usazovány ke stromům. 

## Průběh akce
Cena celého projektu, více než 3,5 milionu marek, byla pokryta sponzorskými dary. Pro dárce nad 500 marek, což byla zhruba cena jednoho stromu včetně kamene a provozních nákladů, byly připraveny „stromové certifikáty“, Beuysem vlastnoručně podepsané. Publicitu získávaly projektu různé veřejné rozhovory, plakáty, pohlednice, doprovodné akce: jednou z nich byla například Beuysova performance „Friedenshase“ („Mírový zajíček“), kdy před početným publikem na Fridrichsplatzu roztavil zlatou kopii koruny cara Ivana Hrozného a z tohoto zlata pak odlil figurku ve tvaru čokoládového velikonočního zajíčka, později vydraženou za symbolických 777 000 marek.
Přes počáteční nejistotu a řadu protestů proti výsadbám stromů ze strany politiků i veřejnosti se nakonec sešlo tolik návrhů, že o mnoho překročily stanovených sedm tisíc. Výsadby v rámci akce proběhly nejenom v Kasselu, ale i v dalších evropských a amerických městech. Poslední, sedmitisící strom byl zasazen na Fridrichsplatzu k příležitosti otevření výstavy documenta 8 v červnu 1987. Dílo v ulicích Kasselu je památkově chráněno.